# 일민문화상
일민문화상은 동아일보사 명예회장을 지낸 일민 김상만의 유지를 기리기 위해 동아일보와 일민문화재단이 1995년 제정한 상이다. 1995년 제정 당시 일민예술상으로 시작했으나 2008년 명칭을 일민문화상으로 변경했다.
전통예술의 계승발전과 우리 문화 예술의 세계화를 위해 국내외에서 눈부신 활동을 벌이고 있는 음악 미술 연극 영화 무용분야 등의 예술인 가운데 매년 1명을 선정해 시상한다.

## 역대 수상자
| 회    | 수상년도 | 수상자 | 수상자 정보                        | 분야 |
| ----- | -------- | ------ | ---------------------------------- | ---- |
| 제1회 | 1995년   | 정명훈 | 지휘자                             | 음악 |
| 제2회 | 1996년   | 서세옥 | 미술가                             | 미술 |
| 제3회 | 1997년   | 김정옥 | 연극연출가                         | 연극 |
| 제4회 | 1999년   | 윤호진 | 연극연출가                         | 연극 |
| 제5회 | 2000년   | 김혜식 | 발레리나, 한국예술종합학교무용원장 | 무용 |
| 제6회 | 2001년   | 임권택 | 영화감독                           | 영화 |